# Calci hydride
Calci hydride là hợp chất vô cơ có công thức hóa học CaH2, và do đó là một muối hydride của kim loại kiềm thổ. Bột màu xám (trắng nếu tinh khiết, hiếm thấy) phản ứng mạnh mẽ với nước giải phóng khí hydro. Vì vậy CaH2 được sử dụng làm chất sấy khô, nghĩa là chất hút ẩm.
CaH2 là một muối hydride, có nghĩa là cấu trúc của nó tương tự muối. Tất cả kim loại kiềm và kiềm thổ đều tạo được muối hydride. Một ví dụ nổi tiếng là natri hydride, kết tinh trong mô hình NaCl. Nhóm chất này không hòa tan trong tất cả các dung môi mà chúng không phản ứng. CaH2 kết tinh trong cấu trúc khoáng PbCl2 (cotunnit).